# Della Rovere
Della Rovere fue una familia noble italiana, originaria de la ciudad de Savona, que se preciaba de descender de los condes de Vinovo. Su blasón es un campo azul con un roble heráldico desarraigado en oro, con cuatro ramas entrelazándose dos a dos en mandorla, colgando el par interior y elevándose el par exterior; cada rama trae tres hojas y tres bellotas. Esta es un arma parlante del apellido familiar, pues Rovere es el vocablo italiano para roble. Fueron acérrimos enemigos de la familia Colonna, contra los que lucharon durante la Guerra de Ferrara.

## Miembros notables
- Leonardo della Rovere. Patriarca de la familia della Rovere. Se casó con Luchina Monteleoni. Murió en Savona c. 1430.
  - Francesco della Rovere. Hijo de Leonardo della Rovere y Luchina Monleoni. Nació en Celle Ligure el 21 de julio de 1414 y murió en Roma el 12 de agosto de 1484. Monje de la Orden Franciscana, de la cual fue Ministro general en 1464. Elevado a cardenal en 1467 por el Papa Paulo II. Electo papa el 9 de agosto de 1471, reinó con el nombre de  Sixto IV hasta su muerte. Promotor de la Capilla Sixtina.
  - Luchina della Rovere. Hija de Leonardo della Rovere y Luchina Monleoni. Nació en Savona en 1415 y murió en Cisterna d'Asti en 1495. Se casó con Juan Basso, Marqués de Bistagno y de Monastero Bormida en 1433. Su familia tomó el apellido Basso della Rovere.
- Giovanni della Rovere. Hijo de Rafael della Rovere. Hermano del Papa Julio II. Duque de Sora y Senegalia. Se casó con Juana de Montefeltro.
  - Francisco María della Rovere. Hijo de Juan della Rovere y Juana de Montefeltro. Sucesor de su tío Guidobaldo da Montefeltro, quien lo adoptó. Recupero el Señorío de Senigallia en 1503. Se posesionó como Señor de Urbino en 1508. Se casó con Leonor Gonzaga en 1508 con quien engendró dos hijos y dos hijas. Nombrado Capitán general de la Iglesia en 1509 por su tío Julio II. Recibió el Señorío de Pésaro en 1512. En 1514 nació su primer hijo varón Guidobaldo II della Rovere.
- Giuliano della Rovere, que pasó a ser el papa Julio II, sobrino del Sixto IV, mecenas de Miguel Ángel, Bramante y Rafael Sanzio.
  - Guidobaldo II della Rovere. Hijo de Francisco María della Rovere y Leonor Gonzaga.
- Victoria della Rovere.

## Rama de Liguria
Hasta el siglo XVIII, aunque prosperó la línea de Liguria de la familia, cuyo exponente más importante en el pasado fue Francesco Maria della Rovere, Dux de Génova 1765-1767.

## Galería de imágenes de la familia della Rovere

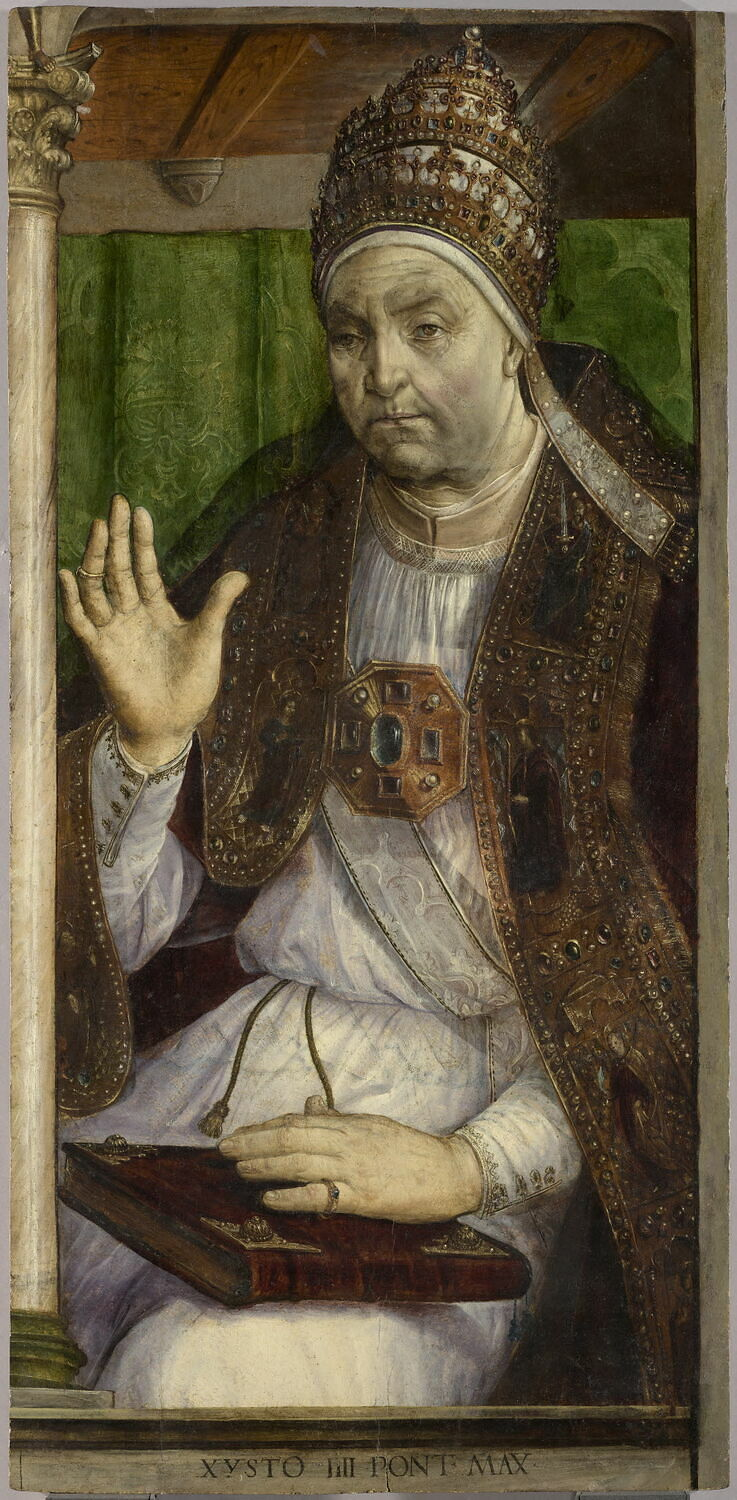
Papa Sixto IV
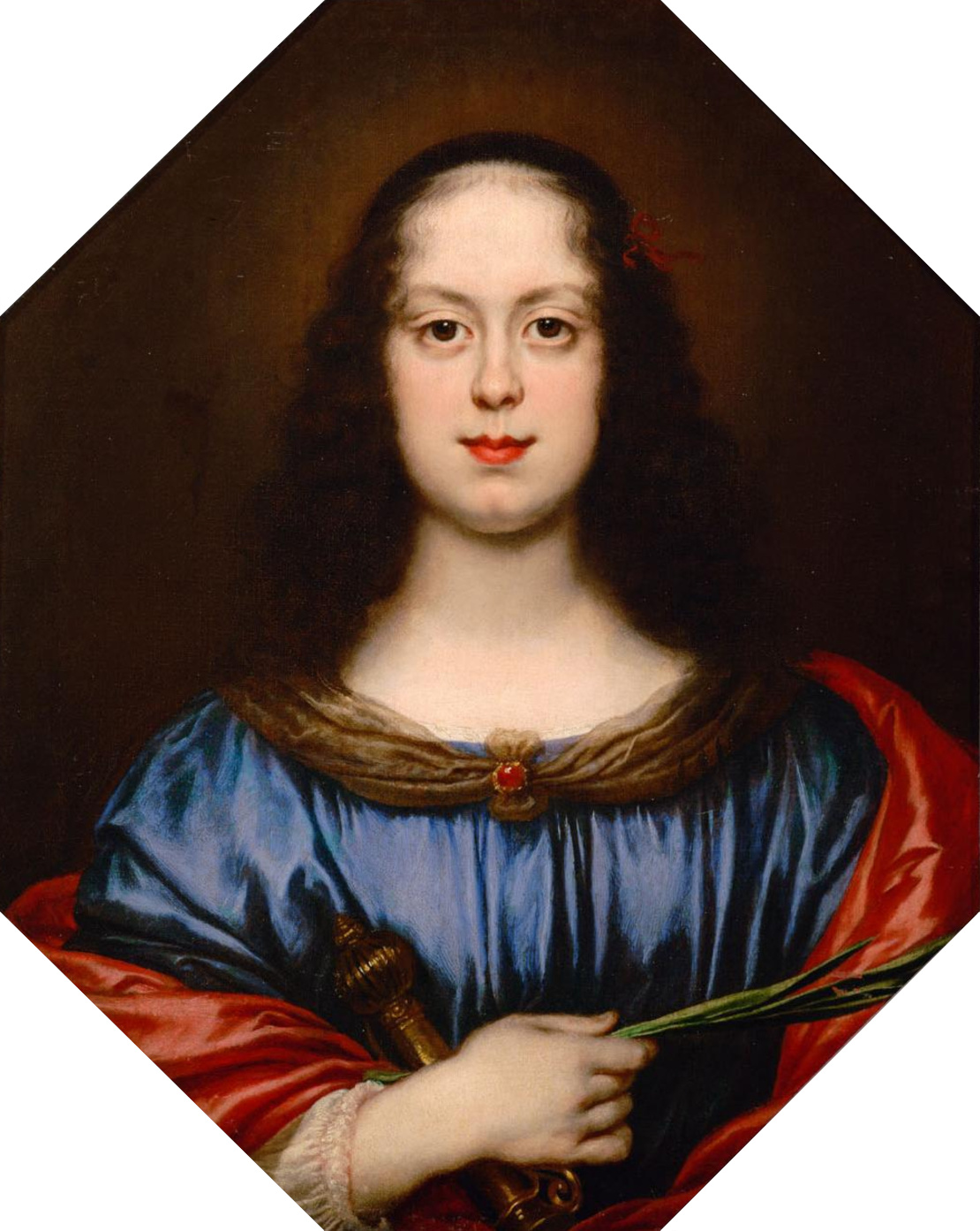
Vittoria della Rovere
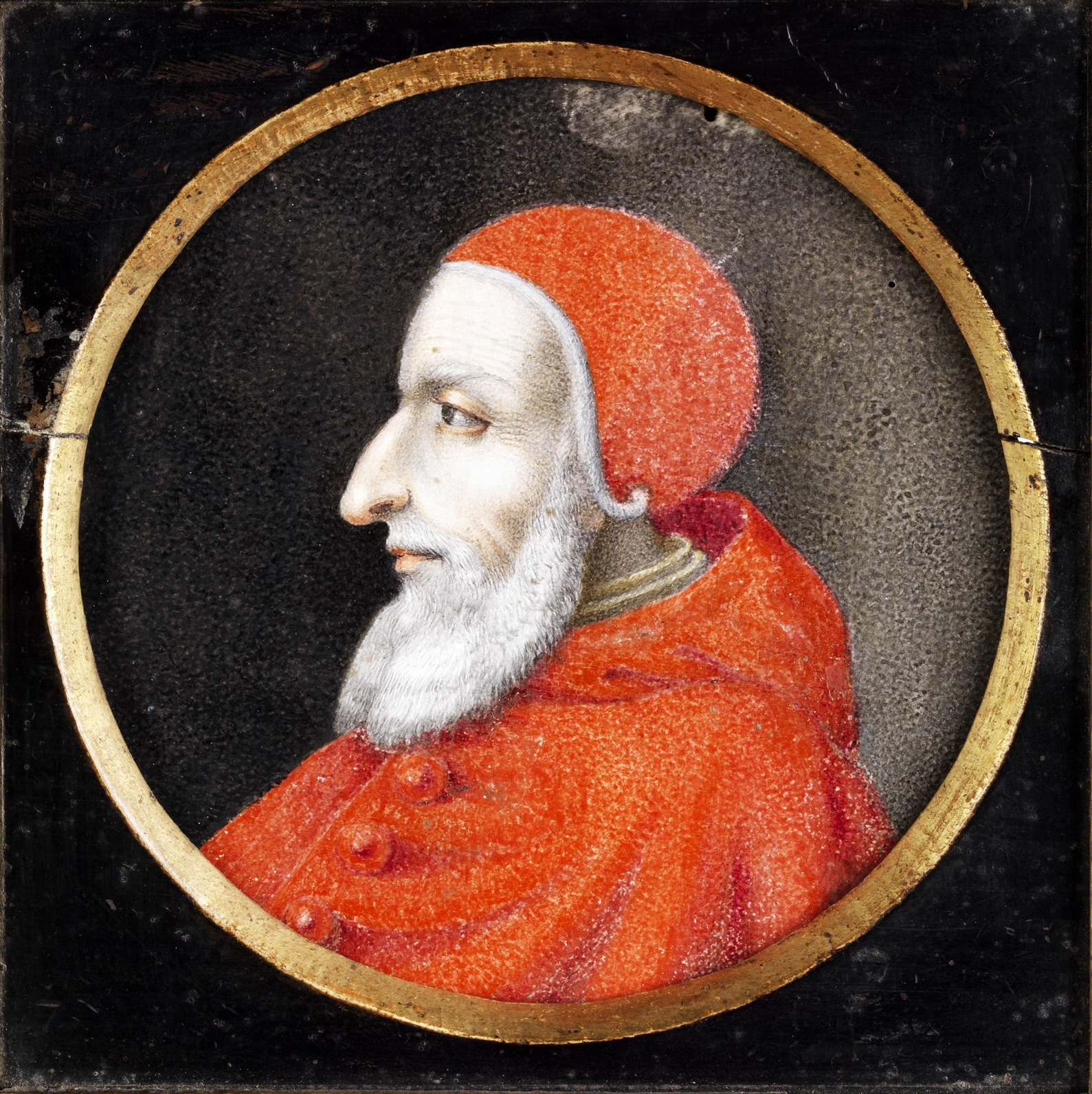
Julio II
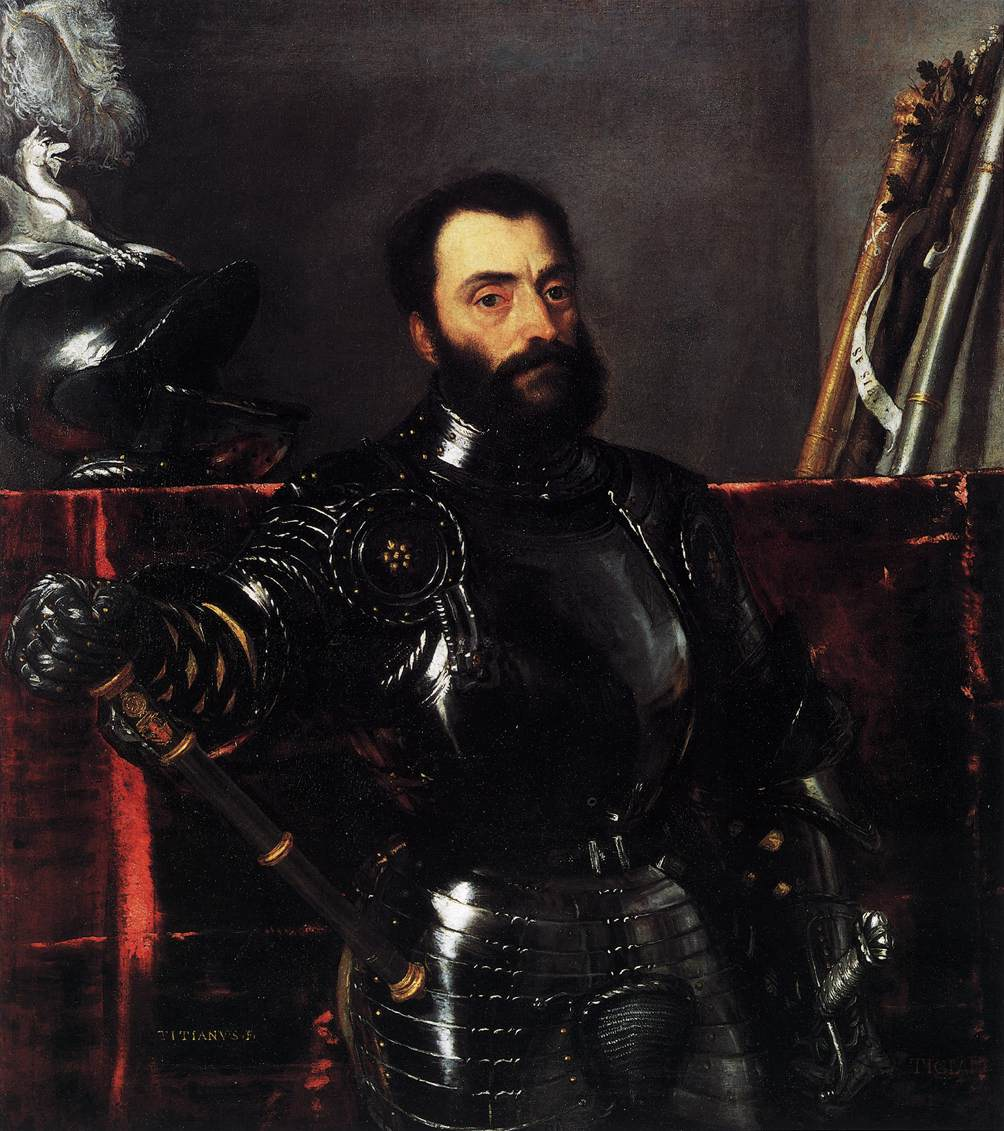
Francisco María della Rovere
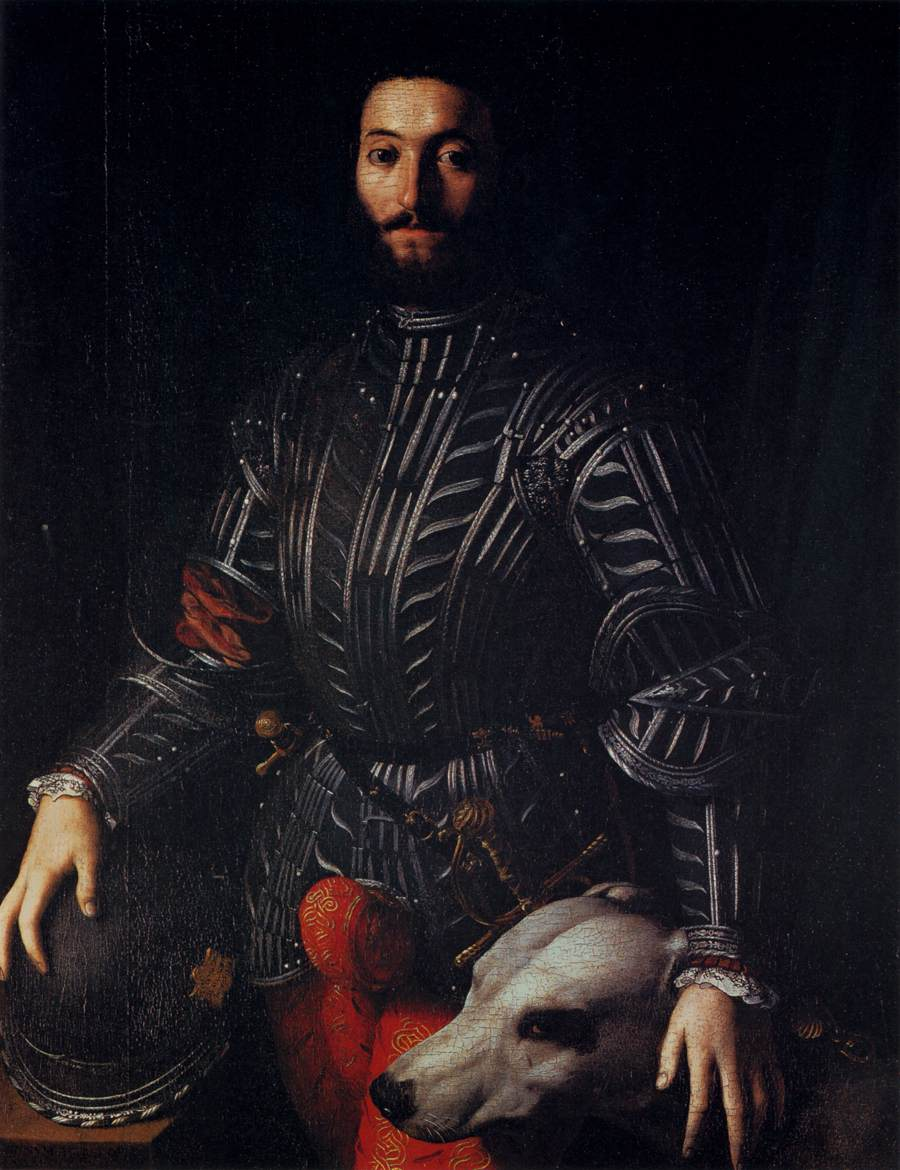
Guidobaldo II della Rovere